# Ангольский реал
 Ангольский реал  (порт. real, мн.ч. reis) — денежная единица Анголы до 1914 года, приравненная к португальскому реалу. При этом, как и в Португалии, счётной денежной единицей выступал мильрейс, эквивалентный тысяче реалов (рейсов). 50 реалов составляли макуту, равную, таким образом, 1⁄20 счётного мильрейса. Из-за низкой стоимости самого реала разменные денежные единицы у него отсутствовали.
В 1914 году ангольский реал был заменён на ангольский эскудо.

## Монеты
В середине XVIII века были выпущены медные монеты достоинством в 10, 20 и 40 реалов, ¼, ½ и 1 макут. Вместе с медными монетами стали циркулировать и серебряные номиналами 2, 4, 6, 8, 10 и 12 реалов. В 1814 году отчеканена новая серия монет в ¼, ½, 1 и 2 макуты. После 1814 года на старые монеты стали ставить штампы с изображением герба Португалии. После его нанесения, номинал монет удваивался. Были выпущены монеты новой серии: 10, 20, 40 реалов и ¼, ½, 1, 2 макут. Последняя серия монет была выпущена в 1860 году.

## Банкноты
В 1861 году Государственный совет по финансам провинции Ангола (порт. Junta da Fazenda Publica da Provincia d'Angola) ввёл в обращение банкноты номиналами: 1000, 2000, 5000 и 20 000 реалов. 10 000 реалов были введены в 1877 году. Национальный заморский банк Португалии начал выпуск банкнот в 1865 году. Были выпущены банкноты номиналами 5000, 10 000 и 20 000 реалов. В 1876 году были добавлены в обращение банкноты 1000 и 2500 реалов. В 1905 году из-за инфляции были изъяты из обращения банкноты малых номиналов в 100, 200 и 500 реалов. В 1909 году выпущена банкнота в 50 000 реалов.